# Amin Gemayel

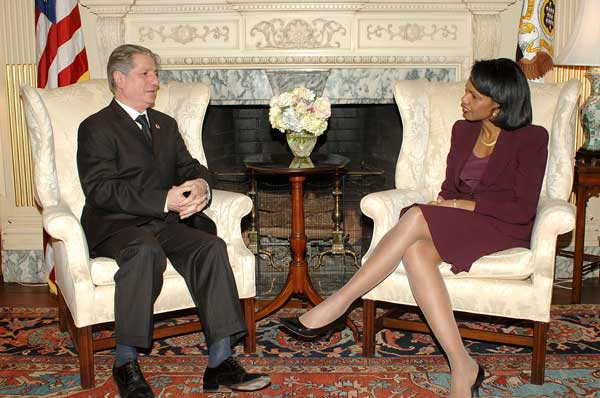
Amin Gemayel (2007)

Amin Gemayel, Vorname auch Amine (arabisch أمين الجميل Amīn al-Dschumayyil, * 22. Januar 1942 in Bikfaya), ist ein libanesischer Politiker und ehemaliger Staatspräsident des Libanon.
Amin Gemayel stammt aus einer maronitischen libanesischen Politikerdynastie. Sein Vater Pierre Gemayel gründete im Jahre 1936 die libanesische Kata’ib-Partei, eine rechtsgerichtete politische Bewegung, deren Miliz während des Bürgerkrieges (1975–1990) das Massaker von Sabra und Schatila durchführte.
Gemayel ist heute Parteivorsitzender dieser auch als „Phalange“ bezeichneten Partei.

## Politische Karriere
Nach dem Studium der Rechtswissenschaften in Beirut wurde Gemayel Anwalt. Er war von 1970 bis 1982 Abgeordneter im libanesischen Parlament. Nach dem Tod seines Bruders Bachir durch ein Bombenattentat kurz nach dessen Wahl zum libanesischen Staatspräsidenten wurde Amin am 23. September 1982 zum neuen Staatspräsidenten gewählt, nach anderen Angaben am 21. September 1982.
Er führte in den Jahren 1983 und 1984 Friedensgespräche zwischen den kämpfenden Bürgerkriegsmilizen, aber ohne Erfolg. Sein politischer Einfluss wurde danach geringer, er wurde de facto nur noch im christlichen Teil des Landes anerkannt. Zum Ende seiner Amtszeit konnte sich das Parlament auf keinen neuen Staatspräsidenten als Nachfolger einigen, somit ernannte Gemayel den Oberbefehlshaber der Armee Michel Aoun zum Regierungschef der Übergangsregierung, was den Bürgerkrieg erneut entfachte.

## Exil und Wiederkehr
Amin Gemayel ging im Anschluss an seine Amtszeit nach Frankreich ins Exil, von wo er im Jahr 2000 in den Libanon zurückkehrte. Sein Sohn Pierre Gemayel junior, im Kabinett von Fuad Siniora Industrieminister, fiel am 26. November 2006 einem Attentat zum Opfer. Am 20. Juli 2007 gab Amin Gemayel bekannt, bei der Nachwahl für den vakanten Parlamentssitz am 5. August 2007 zu kandidieren. Bei der Wahl unterlag er jedoch seinem Gegenkandidaten Camille Mansur al-Churi.